# Alice Salomon
Alice Salomon (Berlín, 19 d'abril de 1872 – 30 d'agost de 1948, a la Ciutat de Nova York) fou una reformadora social alemanya, educadora, feminista i pionera del desenvolupament i consideració del treball social com una disciplina acadèmica a l'Alemanya de començament de segle xx.
Salomon va lluitar amb els problemes amb què s'enfrontaven moltes dones a finals del segle xix, a qui es negava les oportunitats de formació. Va ser cofundadora de l'Acadèmia Alemanya per al Treball Social i Educatiu de les Dones, i primera presidenta del Comitè Internacional d'Escoles de Treball Social.

## Vida i carrera
Alice Salomon era la tercera de vuit fills, i segona filla, d'Albert i Anna Salomon. Com moltes noies de famílies benestants en aquest període, se li va denegar fer estudis superiors, malgrat la seva ambició de convertir-se en mestra. Això va acabar l'any 1893 quan ella tenia 21 anys; va registrar a la seva autobiografia que va ser aleshores "quan va començar la seva vida", perquè en aquell moment es va unir al Bund Deutscher Frauenvereine ("Federació d'Associacions de Dones Alemanyes", BDF), creat per Jeanette Schwerin. En el seu moment va ser-ne escollida vicepresidenta, i va mantenir aquest càrrec fins al 1920, mentre Gertrud Bäumer n'era la presidenta. L'organització donava suport a les mares indigents, abandonades o solteres i tenia com a objectiu evitar que els seus fills fossin abandonats.
Del 1902 al 1906 va estudiar economia, història i filosofia a la Universitat Friedrich Wilhelm de Berlín. Tot i que no tenia cap titulació rellevant, les seves publicacions van ser reconegudes com a requisit per accedir a la universitat. El 1906 esdevingué una de les primeres dones a doctorar-se, amb una tesi titulada Die Ursachen der ungleichen Entlohnung von Männer-und Frauenarbeit (Les causes de la desigualtat salarial en el treball d'homes i dones). També aquest any va fundar una Soziale Frauenschule (l'Escola Social de les Dones) a Berlín, que va passar a anomenar-se Alice Salomon School el 1932 i que ara es diu Alice Salomon Hochschule Berlin (Universitat Alice Salomon de Berlín).

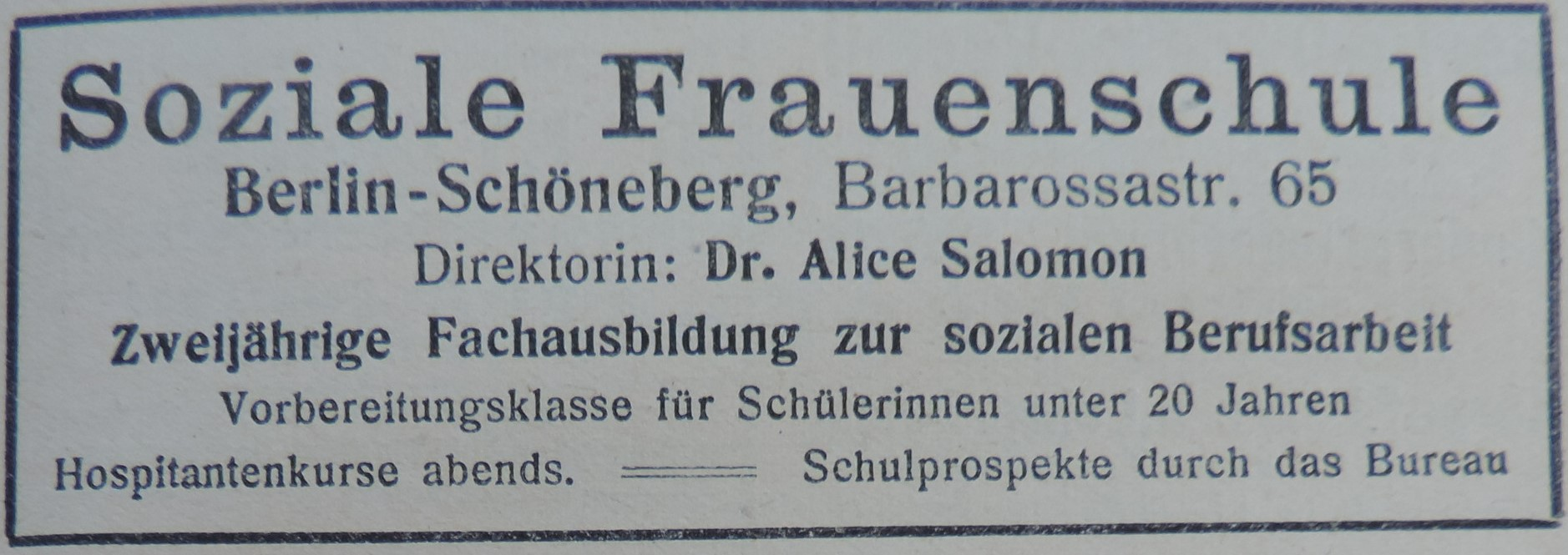
Anunci de l'Escola Social de Dones de Berlín-Schoeneberg (1919)

El 1909 va esdevenir secretària de l'Internationalen Frauenbund (Consell Internacional de les Dones). El 1914 es va convertir del judaisme al luteranisme i va incorporar a la seva feina elements de l'ètica social protestant. El 1917 va ser nomenada presidenta de la Konferenz sozialer Frauenschulen Deutschlands ("Conferència de les escoles socials de dones alemanyes") que ella mateixa havia fundat; el 1919 hi pertanyien setze escoles.
El 1920 va dimitir del BDF per por de la propaganda antisemita. Cinc anys més tard va fundar la Deutsche Akademie für soziale und pädagogische Frauenarbeit (Acadèmia alemanya per al treball social i educatiu de les dones), que posava les bases de la formació acadèmica en treball social. Entre les personalitats que va portar a ser ponents en aquesta institució hi hagué Albert Einstein, Carl Gustav Jung, Helene Weber, Ernst Cassirer, Gertrud Bäumer i d'altres de similar eminència.
A finals dels anys vint i principis dels anys trenta, aquesta organització va publicar tretze monografies sobre les condicions socials i econòmiques a què s'enfrontaven els pobres a Alemanya. Amb el 60è aniversari, al 1932, va rebre el doctorat honoris causa de la Universitat de Berlín i la Medalla d'Estat de Plata del Ministeri d'Estat de Prússia.

### Persecució dels nazis

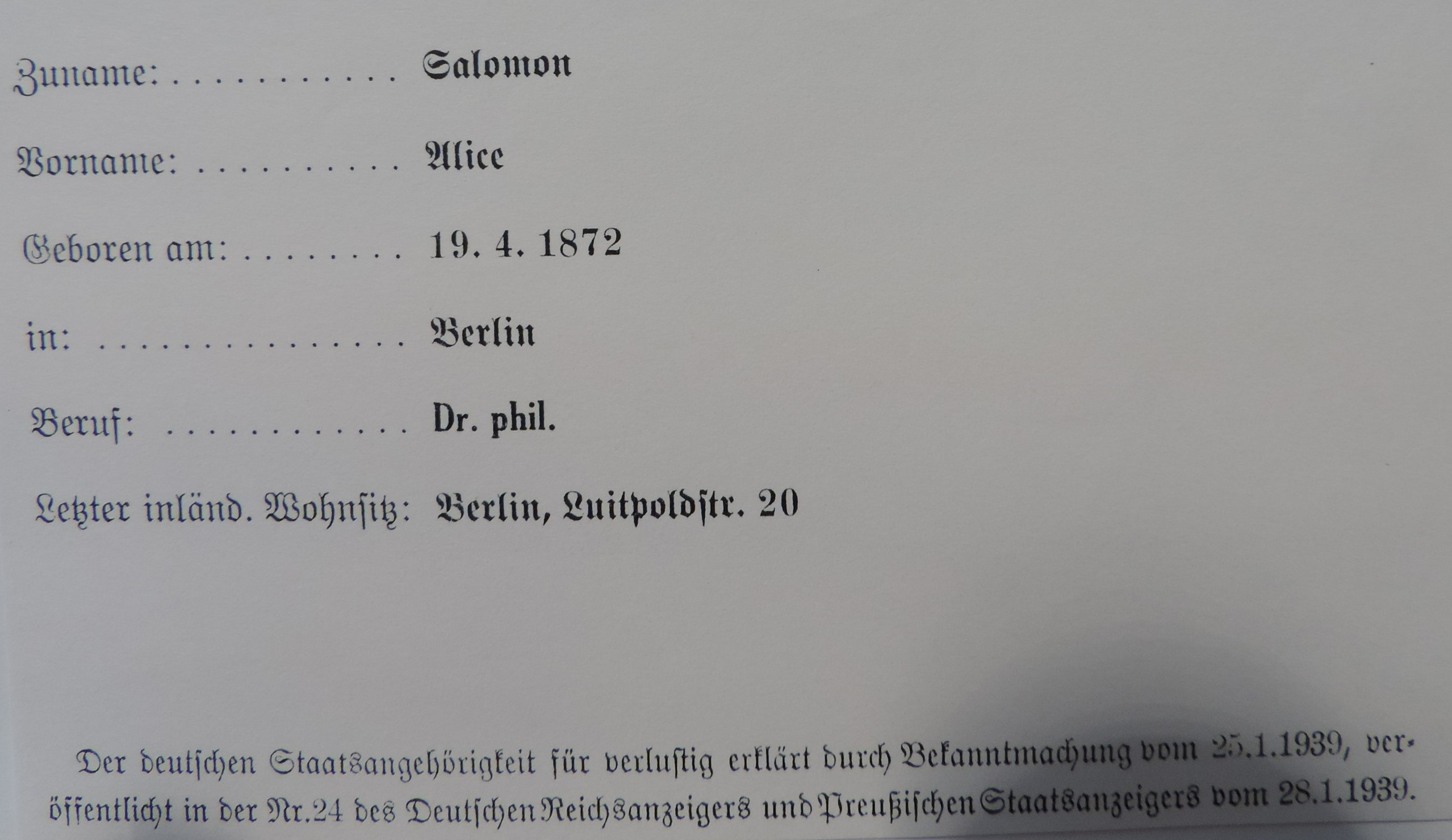
Document de la seva privació de la ciutadania alemanya des del 25 de gener de 1939

L'any 1933, en accedir al poder el partit nazi la va desposseir de tots els seus càrrecs pel fet de tenir ascendència jueva. L'escola Alice Salomon va ser destruïda, per tal com era una escola emancipadora orientada a la justícia social, i en van ser expulsats professors i estudiants. Salomon va fundar un comitè d'ajuda en suport de les treballadores socials jueves que havien de sortir d'Alemanya. Ella també va ser obligada per la Gestapo a emigrar l'any 1937, pels seus orígens jueus, les seves idees humanistes cristianes, el seu pacifisme i la seva reputació internacional i fou expulsada d'Alemanya.
Va anar a Nova York, amb la seva ciutadania alemanya i els dos doctorats. El 1944 es va convertir en ciutadana nord-americana. Un any més tard, va ser presidenta d'honor de la Federació Internacional de Dones i de l'Associació Internacional d'Escoles de Treball Social.
Va morir a Nova York el 30 d'agost de 1948.

## Obra
Al llarg de la seva vida docent i divulgadora, va arribar a escriure vint-i-vuit llibres i més de quatre-cents articles, de temes internacionals i interculturals. La major part d'aquesta obra va ser destruïda pel nazisme o es troba molt dispersa.
El manuscrit de les seves memòries va ser redescobert i publicat per primera vegada a Alemanya el 1983.

## Reconeixement i memòria

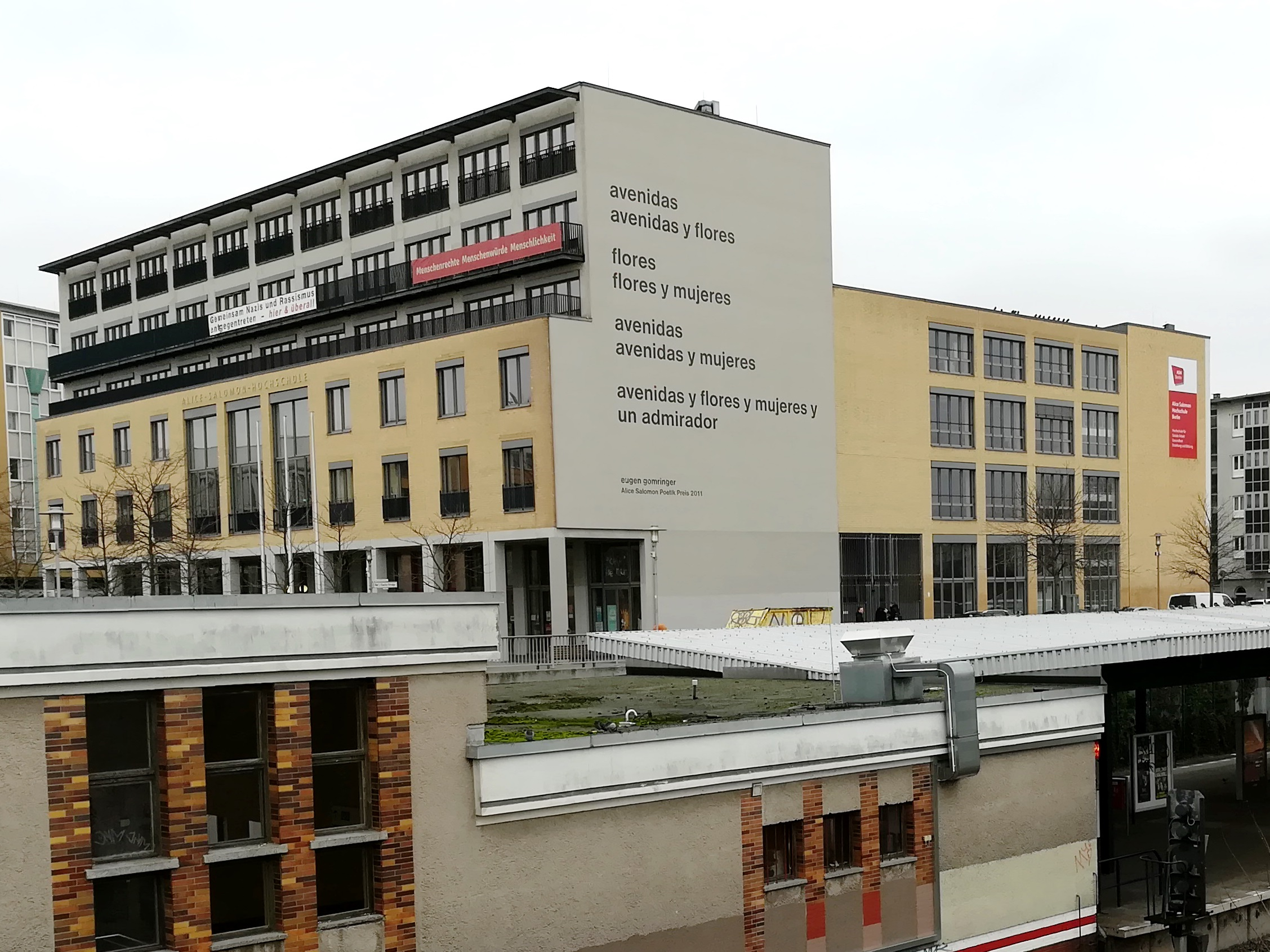
Edifici de la Universitat Alice-Salomon de Berlín, amb el poema "Avenidas", d'Eugen Gomringer, a la façana.

El seu paper va ser molt important per al treball social alemany i internacional i, juntament amb altres dones disposades a enfrontar-se a la misèria social', va establir les bases professionals per a una tasca que des d'aleshores no ha deixat de créixer.
El Deutsche Bundespost (l'Oficina de Correus alemanya) va emetre un segell postal commemoratiu sobre ella el 1989.
Una universitat, un parc, una plaça de Berlín, un tren d'alta velocitat que creua el país porten el seu nom. La Universitat Alice Salomon atorga alternativament cada any dos premis en honor seuː el premi Alice Salomon s'atorga a personalitats que han fet contribucions notables a l'emancipació de les dones, queer, trans, inter i persones no binàries i al desenvolupament del treball social. El Premi de Poètica Alice Salomon reconeix els artistes que, a través del seu llenguatge especial, contribueixen al desenvolupament de les arts literàries, visuals i acústiques actuant de manera interdisciplinària.
El 19 d'abril de 2018, Google Doodle commemorava el seu 146è natalici.

## Publicacions seleccionades
- Character is Destiny: the autobiography of Alice Salomon, editat per Andrew Lees, Ann Arbor: University of Michigan Press, 2004,
- Charakter ist Schicksal, Lebenserinnerungen, publicada per Rüdiger Baron i Rolf Landwehr, Weinheim und Basel: Beltz Verlag, 1983 ISBN 3-407-85036-0 (Auszug dins: Lixl-Purcell (Hg) (en alemany)
- Erinnerungen deutsch-jüdischer Frauen 1900 – 1990 Reclam, Lpz. 1992. ISBN 3-379-01423-0 S. 120 – 125) (en alemany)